# Coleura afra
Coleura afra es una especie de murciélago de la familia Emballonuridae.

## Distribución geográfica
Se encuentra en Angola, Benín, República Centroafricana, República del Congo, República Democrática del Congo, Costa de Marfil, Yibuti, Eritrea, Etiopía, Ghana, Guinea, Guinea-Bissau, Kenia, Mozambique, Nigeria, Somalia, Sudán, Tanzania, Togo, Uganda, y Yemen.

## Hábitat
Su hábitat natural son: subtropical o tropical sabanas subárticas, matorrales, secos, cuevas, y desierto áridos.

## Estado de conservación
Se encuentra amenazada de extinción por la pérdida de su hábitat natural.